# Yaginumena castrata
Yaginumena castrata là một loài nhện trong họ Theridiidae.
Loài này thuộc chi Yaginumena. Yaginumena castrata được Friedrich Wilhelm Bösenberg & Embrik Strand miêu tả năm 1906.